# Zofia Więciorkowska
Zofia Więciorkowska, z. Sujata (ur. 21 stycznia 1963 w Augustowie) – polska lekkoatletka, medalista mistrzostw Polski, reprezentantka Polski, wielokrotna medalistka mistrzostw świata i Europy weteranów.

## Życiorys

### Kariera seniorska
Jako zawodniczką AZS Olsztyn była brązową medalistką mistrzostw Polski seniorek na otwartym stadionie w biegu na 1500 m (1988) oraz trzykrotną brązową medalistką halowych mistrzostwa Polski seniorek - w biegu na 800 metrów w 1986 i 1987 oraz w biegu na 1500 metrów w 1987.
Reprezentowała Polskę w finale A zawodów o Puchar Europy w 1987, zajmując 7. miejsce w biegu na 800 metrów, z wynikiem 2:03,36.
W 1989 zamieszkała w USA, startowała w maratonach i biegach ulicznych, m.in. kilkukrotnie wystąpiła w maratonie nowojorskim (najwyższa pozycja - 10. w 1999, ponadto jeszcze pięciokrotnie kończyła ten bieg w drugiej dziesiątce: 1995 (15), 1996 (12), 1997 (13), 1998 (11), 2000 (15)). W 2003 reprezentowała Polskę na mistrzostwach świata w biegu górskim, zajmując 61. miejsce.

### Starty w kategorii weteranów
Od 2006 z sukcesami startuje w zawodach weteranów, zdobyła trzynaście medali mistrzostw świata, w tym pięć złotych, a także szesnaście medali mistrzostw Europy, w tym jedenaście złotych.
Mistrzostwa świata:
- 2007 (K40): 800 m - 2 m., 1500 m - 2 m., 2000 m z przeszkodami - 2 m.
- 2011 (K45): 2000 m z przeszkodami - 3 m.
- 2013 (K50): 800 m - 2 m., 1500 m - 2 m., 2000 m z przeszkodami - 1 m.
- 2014 (K50): 800 m - 2 m., 1500 m - 3 m.
- 2015 (K50): 800 m - 1 m., 1500 m - 1 m., 2000 m z przeszkodami - 1 m.
- 2016 (K50): 2000 m z przeszkodami - 1 m.

Mistrzostwa Europy:
- 2006 (K40): 800 m - 1 m., 1500 m - 1 m., 2000 m z przeszkodami - 1 m.
- 2008 (K45): 800 m - 1 m., 1500 m - 1 m., 2000 m z przeszkodami - 1 m.
- 2010 (K45): 800 m - 3 m., 2000 m z przeszkodami - 2 m., 4 x 100 m - 3 m.
- 2014 (K50): 800 m - 1 m., 1500 m - 1 m., 2000 m z przeszkodami - 1 m.
- 2015 (K50): 800 m - 1 m., 1500 m - 1 m., 4 x 200 m - 3 m.
- 2016 (K50): 800 m - 2 m.

### Rekordy życiowe
Rekordy życiowe:
- 800 m: 2:02,81 (16.06.1987)
- 1500 m: 4:16,07 (12.08.1988)
- maraton: 2:40.39 (1.11.1998)